# Melanolophia limosa
Melanolophia limosa là một loài bướm đêm trong họ Geometridae.